# Ru den Hamer
Rudolf den Hamer, detto Ru (Bogor, 24 luglio 1917 – L'Aia, 14 marzo 1988), è stato un pallanuotista olandese.
È stato un giocatore di pallanuoto olandese che ha partecipato alle Olimpiadi estive del 1936, conquistando il quinto posto. Ha giocato quattro partite.